# Hotel Rival
59°19′05″N 18°03′49″Ø / 59.31806°N 18.06361°Ø
Hotel Rival er et hotel og en biograf som ligger ved Mariatorget på Södermalm i Stockholm. Hotellet er ejet af Benny Andersson. Filmmusicalen Mamma Mia! – The Movie havde premiere på Rival 4. juli 2008.